# Himmelsheim
Himmelsheim ist ein deutscher Spielfilm aus dem Jahre 1988 von Manfred Stelzer mit einem von Sigi Zimmerschied, Hanns Zischler und der Hollywood-Heimkehrerin Elke Sommer angeführten Schauspielerensemble.

## Handlung
Himmelsheim ist ein abgeschieden gelegenes Dörfchen im tiefsten Franken. Man schätzt dort die Beschaulichkeit und die Ruhe, denn die Hektik der Großstädte und der “großen, weiten Welt” ist den Bewohnern der heimeligen deutschen Provinz sehr fremd. Dies soll sich eines Tages schlagartig ändern, denn ein Bautrupp dringt in die Abgeschiedenheit ein. Angeführt von dem großmäuligen Berufsbohrer Jonny Rohrmoser rückt gleich eine ganze Bauarbeiterriege vor, da Himmelsheim und sein Hausberg zum Planquadrat F 13 geworden sind: Hier soll durch den Berg eine Bahnverbindung zur Außenwelt geschaffen werden, weil sich die Deutsche Bundesbahn durch die Bergbohrung eine fünfminütige Zeitersparnis für ihre Zugverbindung verspricht. 
Für die Himmelsheimer bedeutet dies zunächst die Hölle auf Erden: Nicht nur, dass sie von dieser Bahnverbindung rein gar nichts haben werden, denn ein Zug wird hier nie halten, sondern die anstehenden Tunnel-Bauarbeiten werden den Bewohnern Dreck, Lärm und jede Menge Gestank und Unruhe bringen. Selbst der Briefträger hat fortan große Mühe, angesichts der aufgerissenen Straßen die Postzustellung termingerecht durchzuführen. Entnervt gibt er irgendwann auf und wirft sein Fahrrad in den Schlamm, das daraufhin symbolträchtig von einem Bagger überrollt wird. Allmählich erwachen die Himmelsheimer aus ihrem Dornröschenschlaf und beginnen so etwas wie Widerstand zu formieren, als ihnen klar wird, dass ganz Himmelsheim verschwinden und an dessen Stelle eine Seenlandschaft entstehen soll.

## Produktionsnotizen
Himmelsheim entstand an 35 Drehtagen zwischen Mai und Juni 1988 in Rangen und Gräfenberg sowie Paderborn und wurde am 26. Oktober desselben Jahres im Rahmen der Internationalen Hofer Filmtage uraufgeführt. Der Kinostart war am 2. März 1989, die Fernsehpremiere am 24. Mai 1991 in der ARD.
Renée Gundelach übernahm die Herstellungsleitung, Nani Mahlo die Produktionsleitung. Die Ausstattung besorgte Maciej Putowski.

## Kritiken
In der Fachzeitschrift Cinema war zu lesen: „Manfred Stelzer gelingt es scheinbar mühelos, Dorfalltag zu inszenieren, ohne in Künstlichkeit zu verfallen. Auch Zuschauer, denen die fränkische Mundart fremd ist, schöpfen schnell Vertrauen zu dem „Video-Toni“, dem „Bohrer-Jonny“ oder der „Serien-Helga“.“
Im Lexikon des Internationalen Films heißt es: „Das liebenswerte Porträt eines Dorfes und seiner eigenwillig-skurrilen Bewohner fasziniert durch die genaue Beobachtung menschlicher Verhaltensweisen, verliert jedoch durch dramaturgisch unausgereifte Handlungsfäden viel von seinem Charme.“